# Darvīsh Baqqāl
Darvīsh Baqqāl (persiska: درویش بقّال) är en ort i Iran.   Den ligger i provinsen Östazarbaijan, i den nordvästra delen av landet, 600 km nordväst om huvudstaden Teheran. Darvīsh Baqqāl ligger 1 321 meter över havet och antalet invånare är 613.
Terrängen runt Darvīsh Baqqāl är platt åt sydost, men åt nordväst är den kuperad.Runt Darvīsh Baqqāl är det ganska tätbefolkat, med 56 invånare per kvadratkilometer. Närmaste större samhälle är Shabestar, 13,1 km väster om Darvīsh Baqqāl. Trakten runt Darvīsh Baqqāl består i huvudsak av gräsmarker.